# 恋の門
『恋の門』（こいのもん）は、羽生生純の漫画。漫画雑誌『コミックビーム』（エンターブレイン）にて1998年6月号から2001年12月号にかけて連載された。

## 概要
- 羽生生の初めての長編ストーリー漫画であり、主人公・門とヒロイン・恋乃の恋愛ストーリーを基軸とした作品でもあるが、ギャグコメディ要素が取り入られている。
- 羽生生の代表作でもあり、通常の単行本が出版された後、映画化に際してハンディ版単行本も出版された。
- 主人公の石に固執する元ネタはつげ義春の『無能の人』からである。
- 2004年には大人計画の松尾スズキが監督を務め、映画化された。

## 物語
主人公の蒼木門と、恋人の証恋乃の一風変わったラブストーリー。

## 登場人物
蒼木 門（あおき もん）
石で漫画を描くことに執着する自称漫画芸術家。
証 恋乃（あかし こいの）
コスプレマニアの同人作家。
毬藻田（まりもだ）
漫画バー店長。元売れっ子漫画家。

## 映画版
内容は「石で漫画を描く童貞の男性の門と、コスプレや漫画執筆を趣味にする女性の恋乃のドタバタラブコメディ」となっている。松尾の初監督映画作品。第61回ヴェネツィア国際映画祭（国際批評家週間）に出品された。
漫画が主題の作品だけにコミックマーケットの場面では河井克夫や安野モヨコ・庵野秀明夫妻、しりあがり寿、内田春菊、ジョージ朝倉、羽生生本人など多くの漫画家やクリエイターが出演している。

### キャスト
- 蒼木門 - 松田龍平
- 証恋乃 - 酒井若菜
- 毬藻田 - 松尾スズキ
- 園決理／メジナ - 小島聖
- 野呂 - 塚本晋也
- 浴衣 - 忌野清志郎
- 「ウレシー商会」幹部 - 尾美としのり
- 友達社員 - 平岩紙
- 登山者1 - 田辺誠一
- 登山者2 - 片桐はいり
- 本屋の店員 - 市川染五郎
- 阿部セイキ - 皆川猿時
- 佐良岸美 - 江本純子
- 門の父 - 大竹まこと
- 門の母 - 筒井真理子
- 恋乃のパパ（証圭一郎） - 平泉成
- 恋乃のママ（証泰子） - 大竹しのぶ
- キンゴ - 高橋征也
- イメクラ客1 - 枡野浩一
- イメクラ客2 - 河井克夫
- 割烹着の女 - 小森未来
- イメクラ店長 - 三池崇史
- 旅館の親父 - 庵野秀明
- 旅館の女将 - 安野モヨコ
- コミケ会場の人 - しりあがり寿
- コミケ会場の人 - 山本直樹
- コミケ会場の人 - 内田春菊
- コミケ会場の人 - ジョージ朝倉
- デブ1 - 井口昇
- デブ2 - 秦寛憲
- デブ3 - 神谷誠
- デブ4 - 永松修
- 居酒屋の親父 - 小日向文世

### 主題歌
- サンボマスター「月に咲く花のようになるの」（MASTERSIX FOUNDATION）

### オープニングテーマ
- ASIAN DUB FOUNDATION「Fortress Europe」

### 挿入歌
- 影山ヒロノブ「ギバレンガー」
- 忌野清志郎「恋の門」
- サンボマスター「週末ソウル」「この世の果て」「残像」「人はそれを情熱と呼ぶ」
- 高橋哲也「石がいて君がいる」「この世の果て（〜koinomon strings version〜）」

ほか全17曲が挿入歌として使用されている

### スタッフ
- 監督・脚本：松尾スズキ
- プロデューサー：小川真司、甘木モリオ、長坂まき子
- 撮影：福本淳
- 編集：上野聡一
- 演出協力：守屋健太郎
- 助監督：仁同正明
- 振付：康本雅子
- 音楽：葉山たけし
- 劇中アニメ「ギバレンガー」
  - メカニックデザイン・演出：庵野秀明
  - キャラクターデザイン・絵コンテ：松尾スズキ
  - 協力：久保田光俊
  - プロデューサー：佐藤裕紀
  - アニメーション制作：GAINAX
- 漫画指導：河井克夫、刹奈
- 漫画協力：竹谷州史、岩原裕二、近藤るるる、里見満、富士美出版、実業之日本社、有限会社モア、つげ義春、丸尾末広、日野日出志、永島慎二、唐沢俊一、辰巳ヨシヒロ、株式会社青林工藝舎
- 同人誌協力：不破大輔、小室恵佑、柳ひろひこ、近藤敏信、現津みかみ、有馬啓太郎、月蝕華劇
- 支援：文化庁
- 企画協力：大人計画
- 製作プロダクション：アスミック・エース、シネバザール
- 配給：アスミック・エース
- 製作：「恋の門」製作委員会（アスミック・エース、テレビ東京、カルチュア・パブリッシャーズ、大人計画、シネバザール、IMJエンタテインメント）

### ソフト化
- 恋の門 DVDスペシャル・エディション（初回限定生産2枚組、2005年4月8日発売、発売元・アスミック・エース、販売元・角川映画）
  - ディスク1：本編DVD
    - 映像特典
      - 予告編集

    - 音声特典
      - オーディオコメンタリー1（監督：松尾スズキ×松尾妻子×斎藤拓）
      - オーディオコメンタリー2（松田龍平×酒井若菜）

  - ディスク2：特典DVD
    - 完全密着! 松尾スズキの「映画の門」
    - 松田龍平・酒井若菜・松尾スズキインタビュー
    - 未公開シーン
    - オープニングシーン画コンテ
    - 美術画コンテ
    - 公開初日舞台挨拶
    - 劇中アニメ「不可思議実験体ギバレンガー」オープニング映像（編集版）
    - 「不可思議実験体ギバレンガー」画コンテ&デザイン集
    - 「少年チョップ」新人賞応募3作品（荒川良々朗読・完全版）
    - 羽生生純・河井克夫・刹奈インタビュー
    - 石の漫画ギャラリー（羽生生純解説付き）
    - サンボマスター「月に咲く花のようになるの」ミュージックビデオ（松尾スズキ演出）
    - PVメイキング
    - テレビ特番 恋の門スペシャル特別編集版
    - 忌野清志郎・影山ヒロノブインタビュー
    - 初公開! セイキ様「不可思議実験体ギバレンガー」PV
    - 主題歌「恋の門」カラオケバージョン
- 恋の門 DVD監督ちゃんコレクターズ・エディション（初回限定生産3枚組、2005年4月8日発売、発売元・アスミック・エース、販売元・角川映画）
  - ディスク1：本編DVD（スペシャル・エディションと同様）
  - ディスク2：特典DVD1（スペシャル・エディションと同様）
  - ディスク3：特典DVD2「監督ちゃんディスク」
    - 松尾スズキ ベネチア映画祭道中記
    - 「恋の門」特別版・恋愛映画監督 松尾ちゃんが行く
    - トークショー@シネマライズ（松尾スズキ×松田龍平×酒井若菜×宮藤官九郎）

  - 特製アウターケース付き
- 【TCE Blu-ray SELECTION】恋の門 ブルーレイ スペシャル・エディション（BD1枚組、2012年9月5日発売、発売元・アスミック・エース、販売元・TCエンタテインメント）
  - 映像特典
    - 完全密着! 松尾スズキの「映画の門」
    - 松田龍平・酒井若菜・松尾スズキインタビュー
    - 未公開シーン集
    - 「不可思議実験隊ギバレンガー」オープニング映像
    - 少年チョップ
    - “石の漫画”解説
    - 公開初日舞台挨拶
    - 羽生生純インタビュー
    - サンボマスター「月に咲く花のようになるの」ミュージックビデオ（松尾スズキ演出）
    - 初公開! セイキ様「不可思議実験隊ギバレンガー」PV
    - 「恋の門」忌野清志郎インタビュー
    - トークショー@シネマライズ（松尾スズキ×松田龍平×酒井若菜×宮藤官九郎）
    - 予告編集

  - 音声特典
    - オーディオコメンタリー1（監督：松尾スズキ×松尾妻子×斎藤拓）
    - オーディオコメンタリー2（松田龍平×酒井若菜）